# Doru Octavian Dumitru
Doru Octavian Dumitru (n. 11 iunie 1956, Arad, România) este un comic român, în vogă mai ales în anii 1990 și la începutul anilor 2000. A absolvit Facultatea de Instalații, dar nu a profesat niciodată ca inginer.
S-a format în festivaluri studențești, a câștigat la toate festivalurile de umor numai locul întâi, a fost comicul cenaclului Serbările Scânteii Tineretului, a fost actor de revistă la teatrele "Nae Leonard" din Galați, "Fantasio" din Constanța și "C. Tănase" din București. La "Fantasio" a debutat și ca scriitor de revistă cu spectacolul "Caricaturi la Revistă", iar în București a scris și a jucat în "Cavalcada Râsului".
A avut o afacere cu vin de țară.
După cum declara într-un interviu, în 1991 a plecat în SUA, pentru a învăța comedie de la actori de marcă, precum Billy Crystal sau Whoopi Goldberg. În prezent susține numeroase spectacole în Canada, unde s-a stabilit la Toronto. A avut de asemenea spectacole la New York.

## Filmografie
- Harababura (1991)

## Spectacole în România
- „Supozitoare cu trotil” - 31 martie 2012, Sala Palatului din București
- „Mușcat de râs” - 24 noiembrie 2015, Sala Palatului din București
- „Îmbârligăciosul”
- „Șoptitorul de păcate”
- „Glezne de râmă”
- „Spumă de râs”
- „Trei medicamente de ras” - 2015, Constanța.